# Venturia exareolata
Venturia exareolata är en stekelart som beskrevs av Setsuya Momoi 1970. Venturia exareolata ingår i släktet Venturia och familjen brokparasitsteklar. Inga underarter finns listade i Catalogue of Life.